# Agatangel (Stankovski)
Agatangel (světským jménem: Atanas Stankovski; * 11. března 1955, Skopje) je makedonský duchovní Makedonské pravoslavné církve a metropolita povardarský.

## Život
Narodil se 11. března 1955 ve Skopje.
Oženil se. Dne 7. ledna 1979 byl metropolitou položsko-kumanovským Kirilem (Popovským) rukopoložen na diákona a 9. ledna na jereje. Stal se duchovním v chrámu svatého Jiří ve čtvrti Čair (Skopje).
Od roku 1983 sloužil v řadách makedonských chrámů v Austrálii.
Roku 1988 byl metropolitou australským Timotejem (Jovanovským) povýšen na protojereje.
Od roku 1990 byl knihovníkem bohoslovecké fakulty univerzity ve Skopje, poté kanceláře Synodu Makedonské pravoslavné církve.
Roku 1995 získal diplom bohoslovecké fakulty Skopje  a začala sloužit v katedrálním chrámu svatého Klimenta ve Skopje.
Ovdověl a 5. února 1998 byl postřižen na monacha se jménem Agatangel.
Dne 24. června 1998 jej Svatý synod Makedonské pravoslavné církve byl zvolen biskupem veličským a vikářem skopské metropole. Dne 12. července 1998 proběhla jeho biskupská chirotonie.
Dne 13. února 2000 byl ustanoven metropolitou povardarským.
Dne 26. listopadu 2000 byl jmenován metropolitou bregalnickým a 7. října 2006 byl převeden znovu na povardarskou katedru.